# François Billetdoux
Pour les articles homonymes, voir Billetdoux.
François Billetdoux, né le 7 septembre 1927 à Paris et mort le 26 novembre 1991 dans la même ville, est un auteur de théâtre et de romans, metteur en scène, acteur, producteur, réalisateur de radio et de télévision. Il est l'un des promoteurs du nouveau théâtre ; ses œuvres décrivent le monde avec un humour féroce teinté de burlesque qui tourne parfois à l'humour noir.
Il fut membre du Conseil du développement culturel de 1971 à 1973 et président de la Société des gens de lettres de 1982 à 1986, et cofondateur à cette date de la Société civile des auteurs multimédia (SCAM).

## Biographie
Orphelin de père à 3 mois et de mère à 7 ans, François Billetdoux étudie au Lycée Condorcet, puis suit des études de lettres à la Sorbonne et assiste au cours dramatique de Charles Dullin, pour étudier la mise en scène que pour devenir comédien.
Il intègre l'Institut des hautes études cinématographiques (IDHEC) en 1945, puis le Club d’Essai de la radiodiffusion française animé par Jean Tardieu.
François Billetdoux se tourne vers la radio, pour laquelle il produit de nombreuses œuvres de 1946 à 1972. En 1949-1950, il est responsable des programmes pour les Antilles, et part à la Martinique.
À partir de 1956, il est également l'auteur d'émissions de télévision, dont beaucoup sont réalisées par Frédéric Rossif. La dramatique Pitchi poï ou la parole donnée, « enquête audiovisuelle » tournée dans seize pays d'Europe différents par autant de réalisateurs différents, diffusée le 31 octobre 1967, marque l'histoire de la télévision. C’est en 1955 que François Billetdoux, interdit un temps d'antenne, écrit sa première pièce pour le théâtre, À la nuit la nuit, et c’est pour sa production théâtrale qu’il sera désormais le plus connu. Il rencontre un de ses plus grands succès avec Tchin-tchin en 1959. Après l'éreintement de Silence ! l’arbre remue encore… (1967) par la critique, François Billetdoux s'engage dans une production plus expérimentale, comme 7 + quoi ? « jeu » de 7 monologues présentant des « situations d’attente parallèle ».
Il met lui-même en scène plusieurs de ses pièces et joue dans certaines d’entre elles. Ses pièces sont traduites dans plusieurs langues et jouées dans plusieurs pays d’Europe, au Japon, etc..
Il signe également des adaptations, comme celle du Timide au palais, de Tirso de Molina, avec Jean-Louis Trintignant (1962, sous le pseudonyme de N.A. Caravette).
François Billetdoux collabore encore à des scénarios pour le cinéma, comme La Gamberge (1962) ou Une ravissante idiote (1964, non crédité)… D'autres demeurent à l'état de projet.
Après 1972, François Billetdoux occupe des postes importants à l'ORTF, puis à Radio France, par exemple fondateur et responsable de la Cellule d’Études Prospectives (CEP) commune à Radio France et à l’Ina de 1976 à 1980, « avec la mission, d’une part, d’étudier le “champ des possibles” dans le domaine des moyens phoniques, en regard de la “demande sociale” et des techniques nouvelles de communication, d’autre part, de préparer la mise en œuvre d’opérations expérimentales » (Émile Noël, cité par ).
Il est nommé au Haut-Conseil de l’audiovisuel en 1973.

### Vie privée
Il est marié avec Évelyne Colin (1925-2022), avec laquelle il a deux filles : l'actrice Virginie Billetdoux et l'écrivaine Raphaële Billetdoux.

## Théâtre
- À la nuit la nuit (1955)
- Le Comportement des époux Bredburry (1955)
- Tchin-tchin (1959)[5]
- Va donc chez Thorpe (1961)
- Pour Finalie (1962), studio des Champs-Élysées[4]
- Comment va le monde, Môssieu ? Il tourne, Môssieu (1964)
- Il faut passer par les nuages (1964)
- Silence, l'arbre remue encore (1967), Festival d'Avignon) avec Serge Reggiani
- Quelqu'un devrait faire quelque chose (1969), Festival de Vaison-la-Romaine, mise en scène de l'auteur
- 7 + quoi ? (1969), théâtre du Gymnase
- Femmes parallèles (1970), Comédie-Française
- Rintru pa trou tar, hin (1971)
- Les Veuves (1972)
- La Nostalgie, camarade (1974), création par la Comédie-Française au Théâtre national de l'Odéon
- Ai-je dit que je suis bossu ? (1980)
- Réveille-toi, Philadelphie (1988)

## Romans
- L'Animal (1955)
- Royal garden blues (1957)
- Brouillon d'un bourgeois (1961)

## Comédien
- 1959 : Tchin-Tchin de François Billetdoux, mise en scène François Darbon, Poche Montparnasse
- 1961 : Va donc chez Thorpe de François Billetdoux, mise en scène Antoine Bourseiller, Studio des Champs-Élysées
- 1971 : Rintru pa trou tar hin ! de François Billetdoux, mise en scène Serge Peyrat, théâtre de la Ville

## Metteur en scène
- 1955 : Au jour le jour de Jean Cosmos, théâtre de l'Œuvre
- 1955 : À la nuit la nuit de François Billetdoux, théâtre de l'Œuvre
- 1960 : Le Comportement des époux Bredburry de François Billetdoux, théâtre des Mathurins
- 1964 : Comment va le monde, Môssieu ? Il tourne, Môssieu de François Billetdoux, théâtre de l'Ambigu
- 1971 : Ne m'attendez pas ce soir de François Billetdoux, décors et costumes de Jacques Voyet, Odéon - Théâtre de l'Europe
- 1972 : Les veuves de François Billetdoux, décors et costumes de Jacques Voyet, Espace Pierre-Cardin

## Remarque
- Femmes parallèles est en fait composé de trois monologues Léonore, Anatolie et Julie Mad ; la pièce a été créée sous ce titre à la Comédie-Française le 2 novembre 1970 par Denise Gence, Catherine Samie et Christine Fersen (mise en scène Jean-Pierre Miquel). Ces trois textes sont réunis avec Bagage, Gnagna, Machin-tout-court, Pilaf et Ai-je dit que je suis bossu ? dans un recueil intitulé Monologues paru chez Actes Sud.

### Fonds d'archives
Les archives de François Billetdoux, notes préparatoires, versions successives des œuvres, repentirs, ont été données par son épouse au département des Arts du spectacle de la Bibliothèque nationale de France en 2007 et 2008.

## Prix
- 1989 : Grand Prix du Théâtre de l’Académie Française pour l'ensemble de son œuvre.